# 심장이 뛰네 (1984년 영화)
심장이 뛰네는 1984년 공개된 대한민국의 영화이다.

## 배역
- 김성일 : 창호 역
- 원미경 : 영희 역
- 김환상
- 김진규